# Зангиев, Тимур Магомедович
Тиму́р Магоме́дович Занги́ев (род. 7 сентября 1972, Чечено-Ингушская АССР, СССР) — российский футболист и тренер. Играл как на позиции защитника, так и на позиции полузащитника.

## Карьера

### Клубная
Всю свою футбольную карьеру провёл в «Ангуште». Дебютировал за клуб в 1994 году, когда команда, называвшаяся «Ингушетия» и представлявшая Малгобек, выступала в Третьей лиге. Играл за «Ангушт» до 2006 года за исключением сезона 1997 года. После сезона в Первом дивизионе 2006 клуб был лишён профессионального статуса, а сам Зангиев остался вне футбола на два года. В 2009 был вновь воссоздан «Ангушт», однако за клуб из Назрани не провёл ни одного матча.

### Тренерская
В 2009 году Зангиев руководил командой большую часть первенства России во Втором дивизионе. В феврале 2010 года подал документы в высшую школу тренеров. С начала сезона 2010 года во Втором дивизионе подготавливал команду к первенству, однако главным тренером назначен не был. В июне 2010 года после матча 12-го тура против клуба «Беслан-ФАЮР» (0:1) главный тренер «Ангушта» Руслан Идигов взял больничный и покинул команду, а временно исполняющим обязанности главного тренера назначен Тимур Зангиев, который в клубе до этого был вторым тренером, а помощником его был назначен Юсуп Гугуев. В 2011 году Зангиев поступил в ВШТ.